# قوات التدخل السريع

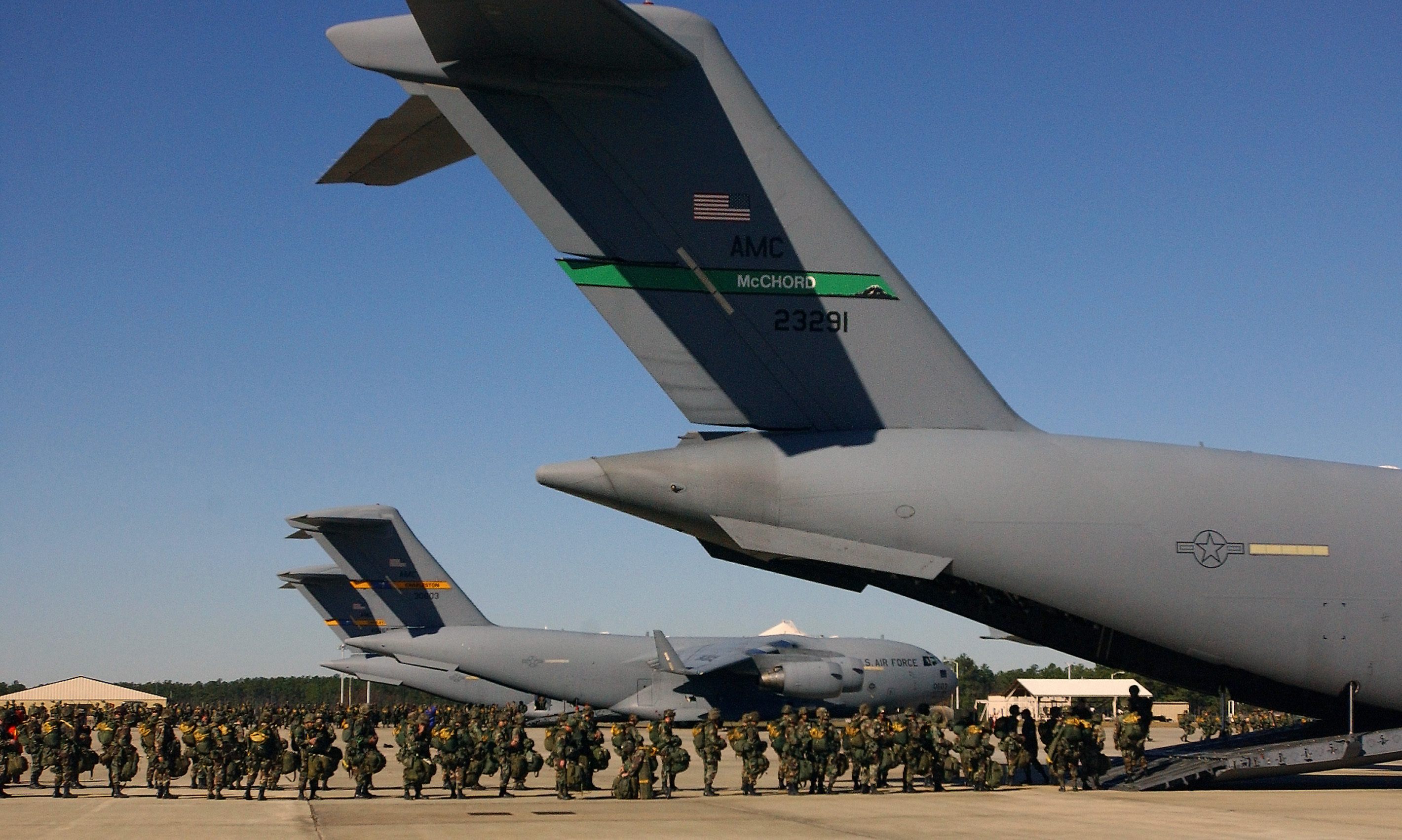

قوات التدخل السريع (بالإنجليزية: Rapid deployment force) هو تشكيل عسكري قادر على نشر وتوزيع القوات بسرعة. تتكون هذه القوات عادة من وحدات النخبة العسكرية (مثل العمليات الخاصة، وسلاح المظلات، ومشاة البحرية، إلخ) ويتم تدريبهم عادةً بكثافة أعلى من بقية قوات الجيش. وعادةً ما يحظون بالأولوية في المعدات والتدريب. ولا ينبغي الخلط بين قوات التدخل السريع وقوة الرد السريع، أو فريق الاستجابة السريع. عمومًا فإن وحدات قوات الرد السريع هي غالبًا التي تتفاعل مع القضايا المحلية أو الإقليمية في المناطق الخاضعة لنفوذها، أي الحرس الوطني والجماعات المسلحة، والقوات شبه العسكرية المنتشرة، إلخ.
تُستخدَم قوات التدخل السريع في معظم الجيوش لنشرهم خارج حدود بلادهم. فالفرقة المجوقلة 82 في الجيش الأمريكي، وفوج الحراس 75 ومشاة البحرية الملكية البريطانية هي أفضل الأمثلة لقوات التدخل السريع. كل من الوحدات المكلفة في مهمة لها قوات مقاتلة وفي غضون 18 ساعة من الإخطار التنفيذي. يكون للوحدات القدرة على «الدخول القسري» في تلك المنطقة للاستيلاء وتأمين التضاريس الرئيسة؛ كثيرًا ما يرتبط لقب قوات التدخل السريع مع مشاة البحرية الأمريكية. وتتمركز قوات مشاة البحرية الأمريكية في جميع أنحاء العالم على السفن قبالة سواحل المناطق المضطربة وبالفعل في المكان.
أمثلة على بلدان تضم قوات التدخل السريع:
- الأمم المتحدة قوات التدخل السريع الخاصة في الأمم المتحدة
- الاتحاد الأوروبي الاتحاد الأوروبي في هلسنكلي
- الاتحاد الأوروبي مجموعات الاتحاد الأوروبي القتالية
- ناتو قوات الرد السريع التابعة لحلف شمال الأطلسي
- الأرجنتين قوات التدخل السريع الأرجنتينية
- كولومبيا قوات التدخل السريع
- فنلندا قوات التدخل السريع الفنلندية
- فرنسا الفيلق الأجنبي الفرنسي، فوج المظلات الخارجية الثاني
- اليابان قوات التأهب المركزية
- ماليزيا كتيبة المظليين العاشرة
- هولندا الكتيبة المروحية الحادية عشر
- هولندا مشاة البحرية الهولندية
- النرويج الكتيبة الوثابة النرويجية
- البرتغال كتيبة الارتكاس السريع
- الاتحاد السوفيتي و روسيا القوات المجوقلة
- سنغافورة الحرس السنغافوري
- سريلانكا الكتيبة المجوقلة
- تايلاند فوج المشاة 31، الحرس الملكي
- بريطانيا قوات الارتكاس السريعة المشتركة
- أمريكا وحدة المشاة البحرية[1]
- أمريكا الفيلق المجوقل الثامن عشر
- أمريكا حراس الجيش الأمريكي
- مصر قوات التدخل السريع المصرية
- السعودية لواء التدخل السريع الخاص